# Whittington (Worcestershire)
Pour les articles homonymes, voir Whittington.
Whittington est une localité anglaise située dans le comté du Worcestershire.